# 4933 Tylerlinder
4933 Tylerlinder este un asteroid din centura principală de asteroizi.

## Descriere
4933 Tylerlinder este un asteroid din centura principală de asteroizi. A fost descoperit pe 2 martie 1984 la Observatorul La Silla de Henri Debehogne. Asteroidul prezintă o orbită caracterizată de o semiaxă mare de 2,33 ua, o excentricitate de 0,12 și o înclinație de 1,9° în raport cu ecliptica.